# Mănăstirea Dumbrăvele
Mănăstirea Dumbrăvele este o mănăstire ortodoxă din România, situată în apropiere de DN15C, satul Oșlobeni, comuna Bodești, județul Neamț, la 27 km sud de orașul Târgul Neamț și la 23 km nord de municipiul Piatra Neamț.
Vezi harta 

### Istoric
Vechimea acestui lăcaș de cult datează din anul 1721, când, pe o colină din dumbrava de stejari ce străjuia atunci aceste locuri, câțiva călugări au construit un schit cu o biserică din lemn. Numele micii localități actuale Dumbrăvele a fost preluat așadar de la fosta dumbravă de stejari care din păcate nu s-a mai păstrat. În anul 1900 au fost înnoite micile construcții și a fost ridicat un nou corp de chilii cu o clopotniță.
În perioada comunistă schitul a fost transformat în biserică de mir, în urma expulzării călugărilor, conform Decretului comunist abuziv nr. 410 din anul 1959.
După căderea regimului comunist totalitar, Schitul Dumbrăvele a fost reînființat la inițiativa Arhimandritului Ciprian Zaharia Arhivat în 1 octombrie 2016, la Wayback Machine., exarhul mănăstirilor din zona Neamț, în anul 1991, când a fost trecut sub oblăduirea Mănăstirii Bistrița, județul Neamț.
În noiembrie 1993, ca urmare a unui scurtcircuit, biserica Schitului Dumbrăvele a ars până în temelii. În urma incendiului au scăpat ca prin minune doar icoanele din biserică. În prezent, acestea pot fi admirate în noul paraclis; icoana mare a Maicii Domnului - Axionița se află în noua biserică.
Actuala Mănăstire Dumbrăvele a fost construită între anii 1994-1998, în vremea arhipăstoririi Înalt Prea Sfințitului Mitropolit Daniel, prin osârdia Arhimandritului Pavel Toderiță, care, în data de 6 decembrie 1993 a fost numit egumen la Schitul Dumbrăvele, având ca sarcină reconstruirea schitului;
La data de 1 noiembrie 1998 – după finalizarea lucrărilor de construcție a bisericii Schitului Dumbrăvele, Înaltpreasfințitul Părinte Daniel, Mitropolitul Moldovei și Bucovinei, a săvârșit slujba de sfințire a noii biserici adăugând hramul Sf. Apostoli Petru și Pavel pe lângă hramul istoric Nașterea Maicii Domnului;
Între anii 2000-2002 interiorul noii bisericii a fost împodobit cu pictură în frescă, realizată de pictorul Ciprian Istrate din Piatra Neamț.
Catapeteasma și mobilierul bisericesc au fost executate de sculptori bisericești din Târgul Neamț.
La 15 septembrie 2002 – când s-au finalizat lucrările de pictură a bisericii, a fost sfințită pictura acesteia de către Înaltpreasfințitul Părinte Daniel, Mitropolitul Moldovei și Bucovinei. Tot atunci schitul Sf. Apostoli Petru și Pavel – Dumbrăvele a fost ridicat la rangul de mănăstire;